# 陌生的孩子
是一部2008年美國劇情片，由克林·伊斯威特導演，約瑟夫·麥可·斯特拉日恩斯基編劇。
電影改編自1928年洛杉磯的懷恩威爾雞舍凶殺案，由安潔莉娜·裘莉主演一名與失蹤兒子重聚的單親媽媽——卻意識到他是個冒名頂替者。她與洛杉磯警察局對峙，該局為化解以往種種醜聞，指控並醜化她為不稱職的母親、詆毀指她患有妄想症。將她關進療養院後，進行殘酷的刑罰。而另一方面兒子的失蹤與冒名者的身份漸漸解開迷霧。她是否能夠找到自己真正的孩子？《陌生的孩子》探討了女性無權、政治腐敗、孩童危險及暴行的負面影響等議題。朗·霍華原欲執導此片，但因檔期衝突而以伊斯威特替代。霍華後與想像娛樂搭檔布萊恩·葛瑟、馬爾帕索製片公司的勞勃·洛倫茲及伊斯威特一同監製。環球影業提供資金，並發行了此片。

## 歷史背景
1926年，年僅13歲、居於加拿大薩省的桑佛·克拉克被他的舅舅高登·史都華·諾斯考特擄走，並帶至他在加州懷恩威爾的農場，加以毆打與性虐待直到1928年8月，警方在一名家庭成員協助通報下，順利拘捕克拉克。克拉克表示，自己被迫協助諾斯考特與他的母親莎拉·路易絲·諾斯考特殺害數名遭他綁架、性騷擾的男童。警方在農場尋無遺體—據克拉克所言其被棄置於荒原—但發現一些屍塊、沾有血污的長柄斧與失蹤孩童的私人物件。諾斯考特一家奔逃至加拿大，但在被捕後引渡回美國。莎拉·路易絲起初承認謀殺罪行，其中包括華特·柯林斯，但她隨後收回她原先的說辭；諾斯考特的情況相似，曾一度供認殺害五名男童。
自洛杉磯縣立醫院釋放後，克莉絲汀·柯林斯二度對警察局提起訴訟，並在第二次訴訟中勝出。儘管副巡長瓊斯被判賠柯林斯10,800美元，他從未履行。

## 內容簡介
故事根據1928年一宗轟動洛杉磯、動搖整個加州司法制度的兒童綁架謀殺案改編，單親媽媽克莉絲汀與九歲大的兒子華特居於一個勞動階級聚居的村鎮，一個星期六早上，她上班前與兒子道別，回家後發現他離奇失蹤。克莉絲汀連月來尋覓愛兒，直至警方聲稱找到華特，她滿懷希望，卻發現兒子已被調包，克莉絲汀堅持當局要繼續追查兒子下落，以一個普通婦人之勢孤力弱，挺身挑戰貪污惡警及面對保守群眾的壓力，更被指有妄想症被關進精神病院。後來幸得布列格利牧師協助，力抗各方的阻撓，揭發失蹤案背後的驚天駭人真相……　

## 演員
| 演員             | 角色                                     |
| ---------------- | ---------------------------------------- |
| 安吉丽娜·朱莉    | 克莉絲汀·柯林斯（Christine Collins）     |
| 傑佛瑞·唐納文    | 洛城警局少年隊隊長瓊斯（J.J. Jones）     |
| 約翰·馬克維奇    | 古斯托夫·布列格利牧師（Gustav Briegleb） |
| 傑森·巴特勒·哈諾 | 戈頓·諾考特（Gordon Northcott）          |
| 艾美·萊恩        | 卡洛·戴斯特（Carol Dexter）              |

## 奖项
| 頒獎典禮             | 獎項             | 得獎人                                                     | 結果 |
| -------------------- | ---------------- | ---------------------------------------------------------- | ---- |
| 第81届奥斯卡金像奖   | 最佳女主角       | Angelina Jolie                                             | 提名 |
| 第81届奥斯卡金像奖   | 最佳艺术指导     | James Murakami, Gary Fettis                                | 提名 |
| 第81届奥斯卡金像奖   | 最佳摄影         | Tom Stern                                                  | 提名 |
| 第62届英国电影学院奖 | 最佳导演         | Eastwood                                                   | 提名 |
| 第62届英国电影学院奖 | 最佳编剧         | J. Michael Straczynski                                     | 提名 |
| 第62届英国电影学院奖 | 最佳女主角       | Angelina Jolie                                             | 提名 |
| 第62届英国电影学院奖 | 最佳摄影         | Tom Stern                                                  | 提名 |
| 第62届英国电影学院奖 | 最佳剪辑         | Joel Cox, Gary D. Roach                                    | 提名 |
| 第62届英国电影学院奖 | 最佳服装设计     | Deborah Hopper                                             | 提名 |
| 第62届英国电影学院奖 | 最佳艺术指导     | James Murakami, Gary Fettis                                | 提名 |
| 第62届英国电影学院奖 | 最佳音效         | Walt Martin, Alan Robert Murray, John Reitz, Gregg Rudloff | 提名 |
| 第66届金球奖         | 最佳剧情类女主角 | Angelina Jolie                                             | 提名 |
| 第66届金球奖         | 最佳原创配乐     | Eastwood                                                   | 提名 |

## 外部連結
- 官方網站 （页面存档备份，存于）
- 互联网电影数据库（IMDb）上《陌生的孩子》的资料（英文）
- AllMovie上《陌生的孩子》的资料（英文）
- 爛番茄上《陌生的孩子》的資料（英文）
- Box Office Mojo上《陌生的孩子》的資料（英文）
- Metacritic上《陌生的孩子》的資料（英文）